# Wałcz
Wałcz (niem. Deutsch Krone) – miasto w północno-zachodniej Polsce, w województwie zachodniopomorskim, siedziba władz powiatu wałeckiego oraz wiejskiej gminy Wałcz.
Wałcz jest powiatowym ośrodkiem administracyjnym, gospodarczym i kulturalnym, siedzibą urzędów i instytucji lokalnych oraz ósmym ośrodkiem miejskim województwa (pod względem liczby ludności).
Według danych GUS z 30 czerwca 2021 r., Wałcz liczył 25 802 mieszkańców i był pod względem liczby ludności ósmym miastem w województwie zachodniopomorskim.
W Wałczu stacjonuje 100 Batalion Łączności, 104 Batalion Zabezpieczenia, 1 Regionalna Baza Logistyczna, a także ma siedzibę 107 Szpital Wojskowy.

## Położenie
Miasto królewskie Wałcz, lokowane w 1303 roku, położone było w XVI wieku w województwie poznańskim. Pod koniec XVI wieku należało do starostwa wałeckiego.
Pod względem historycznym miasto początkowo stanowiło część Pomorza. Od czasu podboju Pomorza przez Bolesława Krzywoustego należy do Wielkopolski, w ramach której położony jest w ziemi wałeckiej.
Według regionalizacji fizycznogeograficznej Polski Wałcz położony jest na Pojezierzu Wałeckim, jednak mniejsza północno-wschodnia część miasta znajduje się już na Równinie Wałeckiej. Oba mezoregiony należą do makroregionu Pojezierza Południowopomorskiego.

## Struktura powierzchni
| Rodzaj                       | Powierzchnia | %      |
| ---------------------------- | ------------ | ------ |
| Użytki rolne                 | 1545 ha      | 40,50% |
| Lasy i grunty leśne          | 682 ha       | 17,88% |
| Pozostałe grunty i nieużytki | 1589 ha      | 41,65% |
| Razem (Σ)                    | 3815 ha      | 100%   |

Według danych z 1 stycznia 2014 r. powierzchnia miasta wynosiła 38,17 km². Miasto stanowi 4,2% powierzchni powiatu.
Wyróżnia się 4 wydzielone części miasta, które dawniej były osobnymi miejscowościami: Chrząstkowo, Morzyca, Olszynka, Sosnówka.

## Warunki naturalne
Miasto znajduje się na terenie płaskim, urozmaiconym jedynie niewielkimi wzniesieniami.
Wałcz usadowiony jest nad jeziorami: Raduń (pow. 227,12 ha) oraz Jeziorem Zamkowym (pow. 133,01 ha). Jeziora te znajdują się w granicach administracyjnych miasta. Przez miasto przepływa rzeka Pilca. Na terenie miasta ok. 11,2% stanowią jeziora i rzeki, których powierzchnia łącznie wynosi 427 ha.

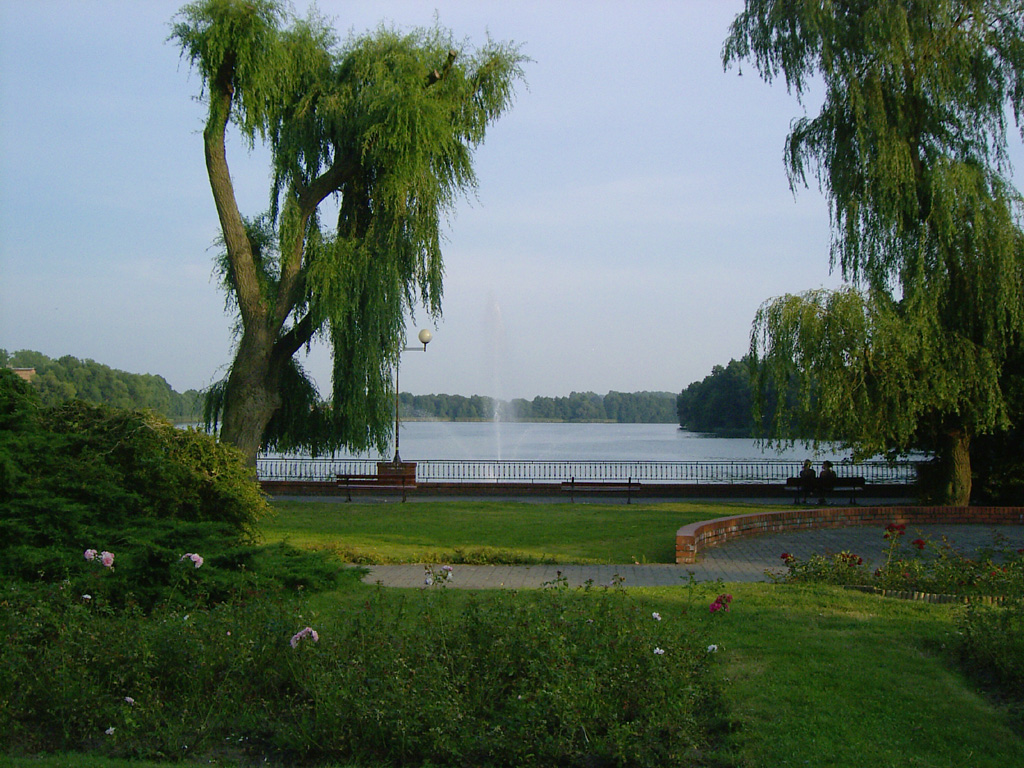
Park przy ul. Kilińszczaków, Jezioro Zamkowe

W niewielkiej odległości od miasta znajdują się także inne jeziora: Chmiel Duży, Chmiel, Raduń Mały, Ostrowiec, Lubianka, Jezioro Łabędzie. Akweny te położone są w zwartych kompleksach lasów o zróżnicowanym drzewostanie. Miasto z trzech stron (od zachodu, północy i wschodu) także otoczone jest lasami.
Pomniki przyrody:
- aleja lipowa „Raduń” składająca się z 27 lip (koło linii kolejowej, koło ulicy Ogniowej i Leśnej) o obwodach od 146 do 229 cm[10]
- „Dąb Pokoleń” – dąb szypułkowy o obwodzie pnia 292 cm przy ul. Spokojnej 1[11]

## Historia

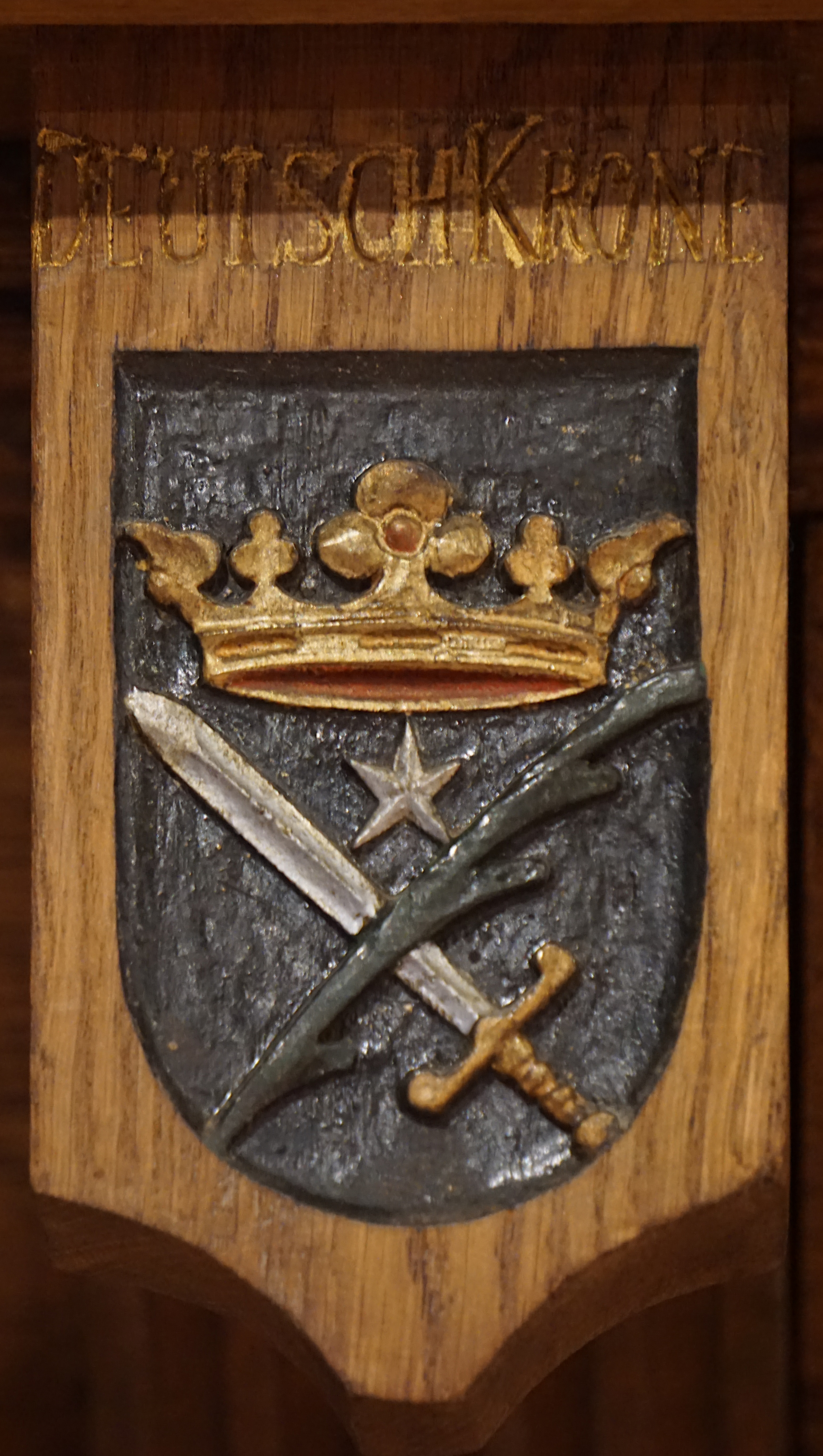
Herb Wałcza w sali plenarnej staromiejskiego ratusza w Gdańsku

Miejscowość pierwotnie związana była z Pomorzem i Wielkopolską. Ma metrykę średniowieczną i istnieje co najmniej od XIV wieku. Wymieniona po raz pierwszy w dokumencie zapisanym po łacinie z 1303 jako Welcz sive Arneszgrundt, 1303 Arnescrone, 1303 Walcia, 1312 Arneskrone, 1314 Arnscron, 1348 Arnskrone, 1349 van der Crone, 1364 von der Kronen, 1364 die Crone, 1368 Welcz, 1375 Corona, 1378 Kron alias Walcz, 1402-08 Krone, 1406 Walcz, 1420 Valcz, 1451 Krona, 1460 die Corone, '1460 Theutzsche Krone, 1481 Walczs, 1490 Walcze, 1499 Arnszkrone alias Waltcz, 1944 Deutsch-Kron.
Tereny, na których leży miejscowość, były jednak zasiedlone wcześniej, niż odnotowują to archiwalne dokumenty historyczne. Na północnym brzegu jeziora Raduń, ok. 2 km na wschód od miasta, u wylotu istniejącego dziś mostu, znajduje się wzgórze o kształcie sugerującym istnienie wałów i rowów, które potencjalnie uważane jest przez archeologów za wczesnośredniowieczne grodzisko o nazwie Raduń, wspomniane w dokumentach z 1303. U podstawy ma ono wymiary 73x123 metry, a u szczytu 49x85. Znaleziono na nim fragmenty ceramiki. Natomiast w odległości około 800 metrów na zachód od tego miejsca, na wzniesieniu na północno-zachodnim brzegu wspomnianego jeziora, odkryto ułomki ceramiki, fragmenty bruku kamiennego oraz warstwy spalenizny, które uznano za prawdopodobne ślady osady wczesnośredniowiecznej. Oba te stanowiska nie zostały jeszcze dokładnie zbadane i zostały w znacznym stopniu zniszczone budową rowów strzeleckich podczas II wojny światowej. Dlatego też wszelkie informacje na ich temat mają jedynie charakter szacunkowy.
W okresie powstawania państwowych organizacji plemiennych dzisiejsza ziemia wałecka leżała na pograniczu wpływów Pomorzan i Polan. Należy przyjąć, że do czasów przedpaństwowych Polski ziemie te były pod kulturowym oraz politycznym wpływem Pomorzan i związane były z losem dziejowym Pomorza Zachodniego. Poprzez wyprawy wojenne na Pomorze, organizowane w 1. połowie XII wieku przez Bolesława Krzywoustego, okolice te zostały włączone do państwa polskiego, stanowiąc północne rubieże Wielkopolski. Do XII wieku był to gród pomorski, obok którego na półwyspie nad Jeziorem Zamkowym rozwijała się wioska rybacka, która leżała na szlaku solnym prowadzącym z Kołobrzegu do Ujścia.
Wałcz założony został na niezasiedlonych obszarach należących wcześniej do Wielkopolski, które w 1296 zajęte zostały przez Marchię Brandenburską. Margrabiowie brandenburscy stracili wkrótce bezpośrednią kontrolę nad nim, najpierw zastawiając go Gunterowi von Käfernberg, a potem oddając go w lenno rodzinie Wedlów, która odgrywała znaczną rolę w Nowej Marchii. 23 kwietnia 1303 Ulrich Schoning i Rudolf Liebenthal otrzymali od margrabiów brandenburskich: Ottona, Konrada, Jana i Waldemara przywilej na założenie miasta Arnskrone koło jeziora Wolcen. Prócz praw miejskich Wałcz został także uposażony w 208 łanów ziemi ornej, łąki oraz dwa jeziora z wyspami i półwyspem, a także na 16 lat został zwolniony z podatków. W 1348 mieszczanie wałeccy zwolnieni zostali z ceł na drewno.
W 1368 na mocy układu zawartego przez króla Polski Kazimierza Wielkiego i margrabiego Ottona V Leniwego ziemia wałecka została przyłączona do Polski i leżała w Wielkopolsce w Koronie Królestwa Polskiego, a miasto Wałcz stało się miastem królewskim. Następnie jako wiano jego córki Elżbiety ziemia wałecka darowana została księciu Bogusławowi V. Król potwierdził także przywilej miejski dla Wałcza, a w zamku osadził swojego starostę. Miasto stało się ośrodkiem klucza dóbr królewskich i jako siedziba starostwa była oddawana w zarząd tenutariuszom. W latach 1374–1377 jako spadek Wałcz przypadł księciu szczecińskiemu Kazimierzowi IV słupskiemu. 17 kwietnia 1378 miasto spłonęło doszczętnie, wraz z otaczającym je ostrokołem i kościołem. W 1409 po raz kolejny miasto spalili krzyżacy, ocalał tylko zamek. W 1443 miasto leżało w powiecie poznańskim Korony Królestwa Polskiego. W 1450 król Polski Kazimierz Jagiellończyk zwolnił mieszczan wałeckich od płacenia ceł w Królestwie. W 1458 w czasie wojny trzynastoletniej Wałcz wystawił 10 pieszych na odsiecz oblężonej polskiej załogi Zamku w Malborku. W 1460 krzyżacy ponownie spalili miasto; odbudowane składało się z dwóch samodzielnych części, w obu osiedlali się Żydzi i Szkoci, ale ludność polska mieszkała tylko na podzamczu.
W 1524 król Polski Zygmunt Stary mianował Andrzeja Jankowskiego nadzorcą komór celnych w pobliżu granicy z Nową Marchią, w tym także komory celnej znajdującej się w Wałczu. W 1554 dla ziemi wałeckiej z siedzibą w Wałczu został utworzony urząd grodzki, który przetrwał do rozbiorów. Po zniszczeniach wojennych w 1633 starosta Jakub Weiher działając w imieniu króla Władysława IV nadał połączonym osadom prawa miejskie, powstało jedno miasto, które zniszczyli Szwedzi. W XVII wieku podczas reformacji miasto zachowało charakter katolicki. W 1618 starosta Jan Gostomski sprowadził jezuitów, powstały wówczas tzw. Ateny Wałeckie, słynna szkoła przyklasztorna. W 1638 roku burmistrzem Wałcza był Szkot Michał Wolson.
W okresie I Rzeczypospolitej Wałcz należał do woj. poznańskiego i był siedzibą starostwa grodowego. W wyniku I rozbioru Polski w 1772 miasto zagarnięte przez Prusy, w 1773 zostało częścią nowo utworzonej prowincji Prusy Zachodnie. Kasacie uległ zakon jezuitów, a szkołę przekształcono w gimnazjum królewskie stanowiące ośrodek polskości. W latach 1807–1813 stacjonowały tu wojska francuskie i polskie. W 1841 w pożarze ratusza spłonęło archiwum miejskie. W XIX w. miasto odznaczało się szybkim rozwojem ekonomicznym. Działało tu kilka tartaków, odlewnia żelaza, fabryki maszyn i mebli, drukarnia, wapienniki, browar. W 1881 r. połączono Wałcz linią kolejową z Piłą, w 1888 r. z Kaliszem Pomorskim, w 1898 r. z Wierzchowem (rozebrana w 2016 r.), w roku 1904 z Człopą (rozebrana w 2007 r.) i w 1914 ze Złotowem (rozebrana w 1945 r.).
Traktat wersalski pozostawił zamieszkany w zdecydowanej większości przez Niemców Wałcz w Rzeszy Niemieckiej, w prowincji Marchii Granicznej Poznańsko-Zachodniopruskiej. W 1939 miasto liczyło 15 tysięcy mieszkańców. Podczas II wojny światowej polski ruch oporu w Wałczu szpiegował niemieckie działania. Niemcy utworzyli w mieście podobóz pracy przymusowej obozu jenieckiego Stalag II B, w którym przetrzymywali jeńców francuskich i amerykańskich.
12 lutego 1945 r., po wcześniejszym przełamaniu umocnień obronnych Wału Pomorskiego, miasto zostało zdobyte, zniszczenia wynosiły 25%. Miejscowa ludność niemiecka w większości opuściła miasto w obawie przed zbliżającym się frontem, pozostała została wysiedlona do Niemiec po zakończonej wojnie. Do miasta przybyli nowi osadnicy z różnych stron dawnej Polski, m.in. Polacy z Kresów Wschodnich. 19 maja 1946 zatwierdzono obecną nazwę. W 1946 roku miasto zostało włączone do woj. szczecińskiego, by następnie w 1950 roku w wyniku podziału tego województwa znaleźć się w woj. koszalińskim. W latach 1975–1998 miasto administracyjnie należało do województwa pilskiego. W wyniku reformy administracyjnej państwa od 1999 r. Wałcz należy do woj. zachodniopomorskiego.
W czerwcu 1969 roku Wałcz był miejscem zakończenia rajdu „Szlakiem Zdobywców Wału Pomorskiego”, zorganizowanego z okazji 25-lecia Polski Ludowej. Wzięło w nim udział 11 tys. członków Związku Młodzieży Socjalistycznej.

## Architektura

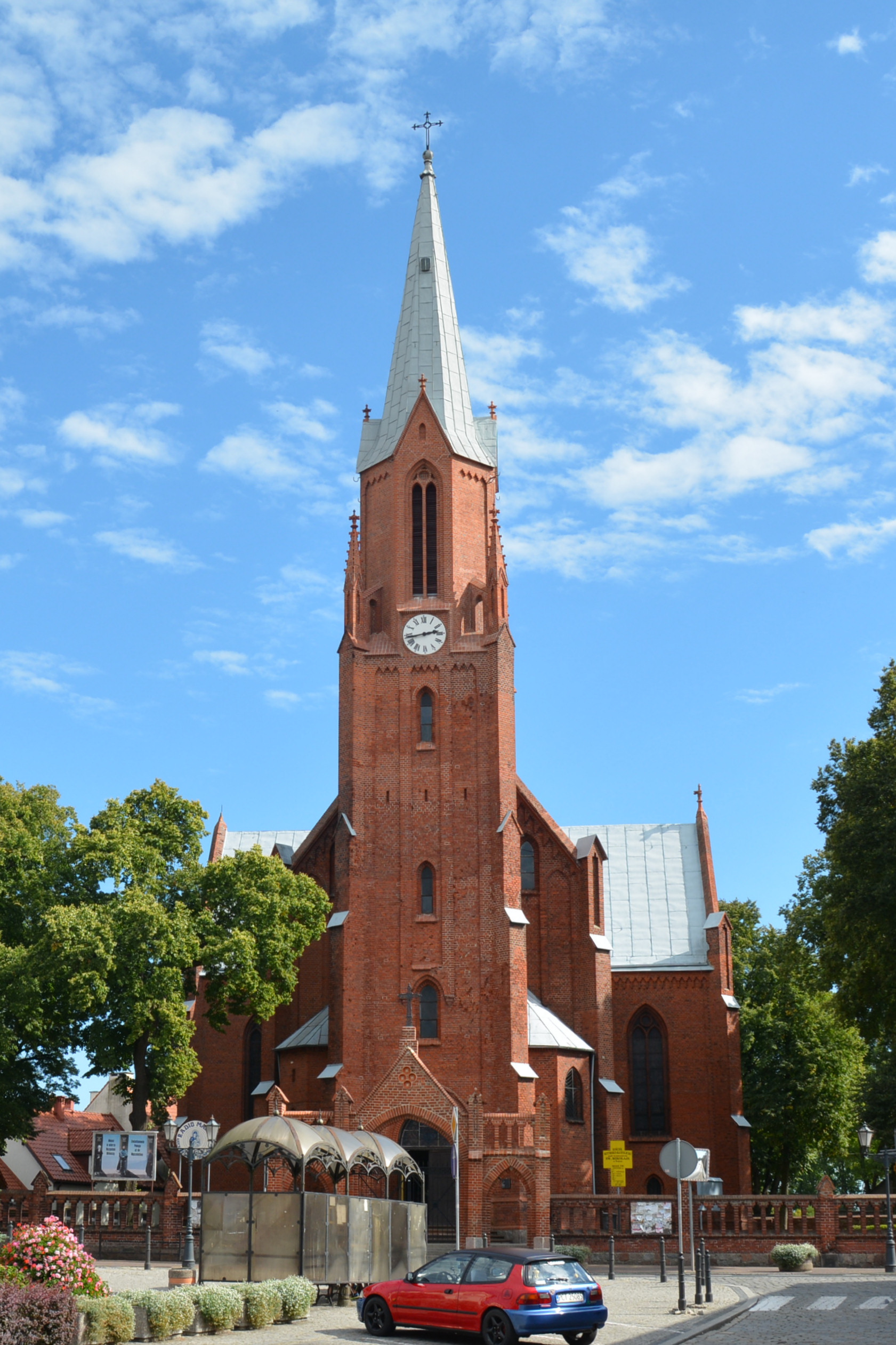
Kościół św. Mikołaja

### Zabytki
Zabytki chronione prawem w Wałczu:

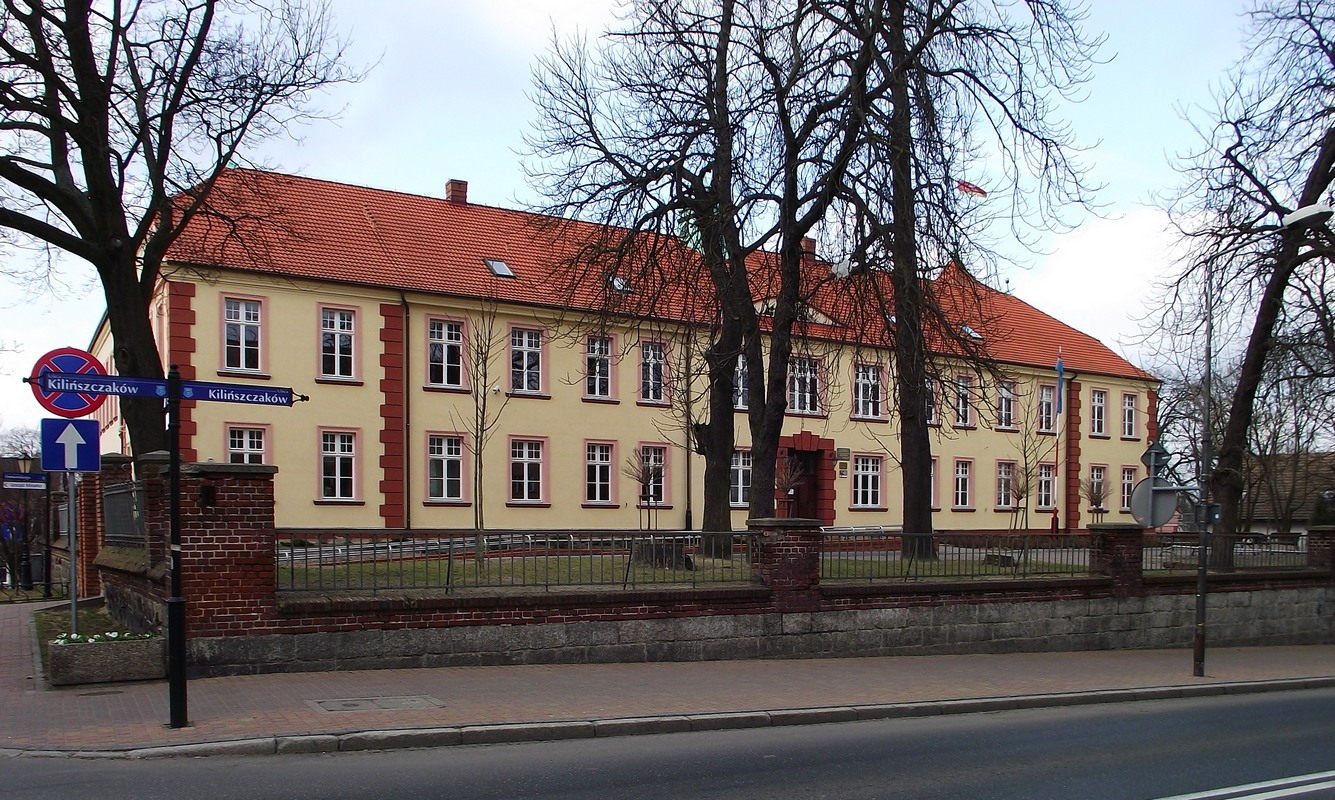
Kolegium pojezuickie

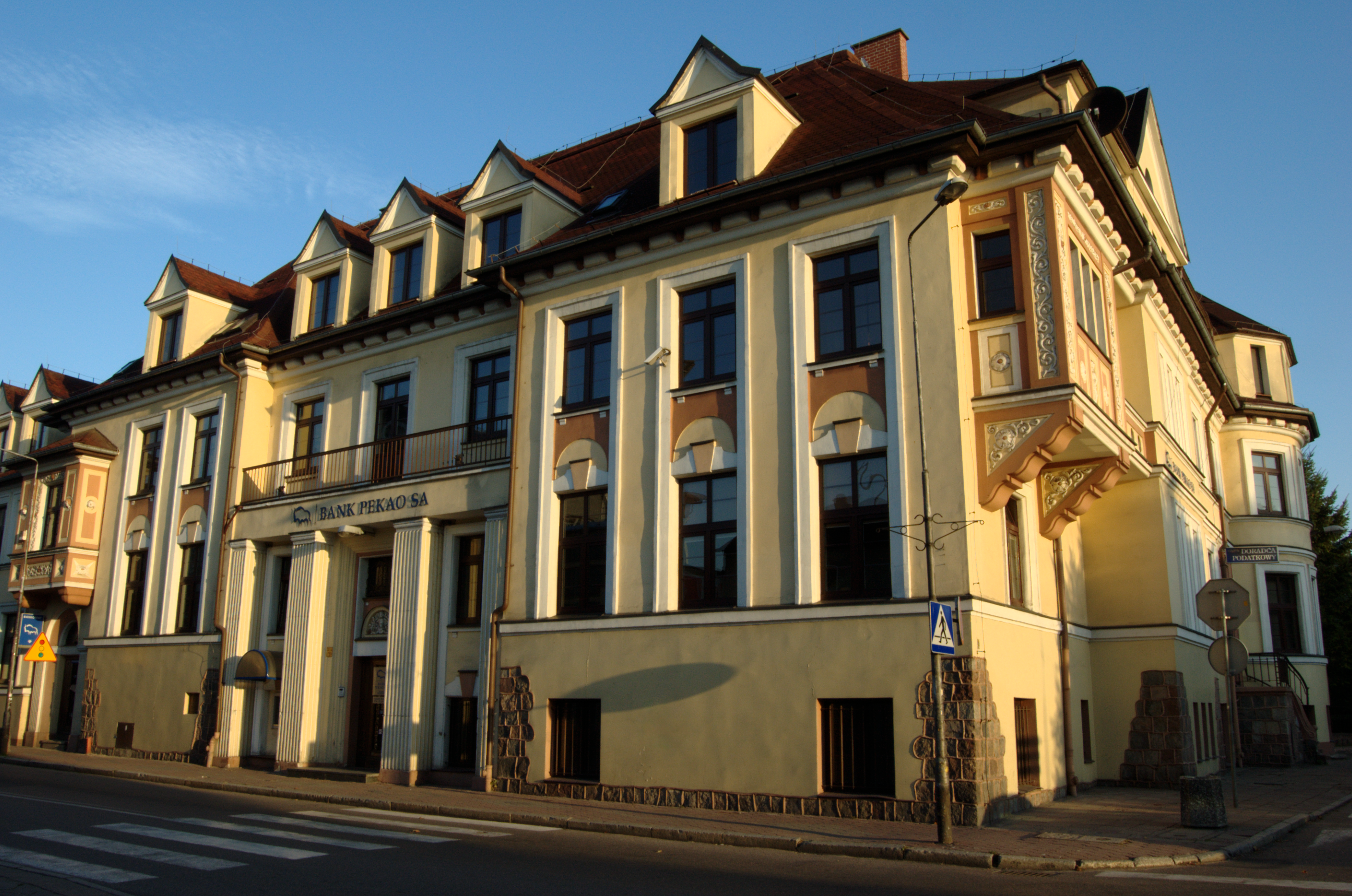
Gmach banku

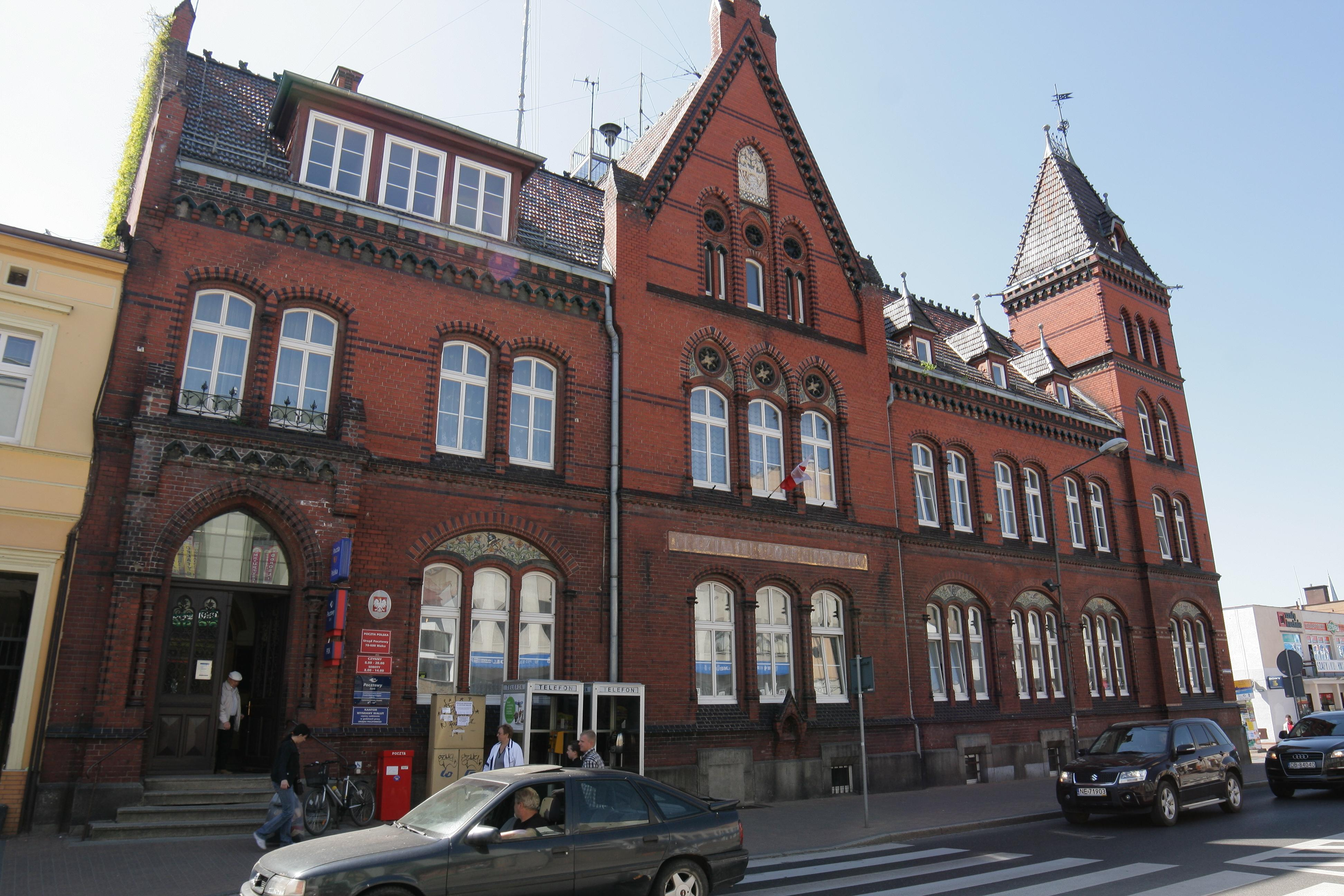
Poczta główna

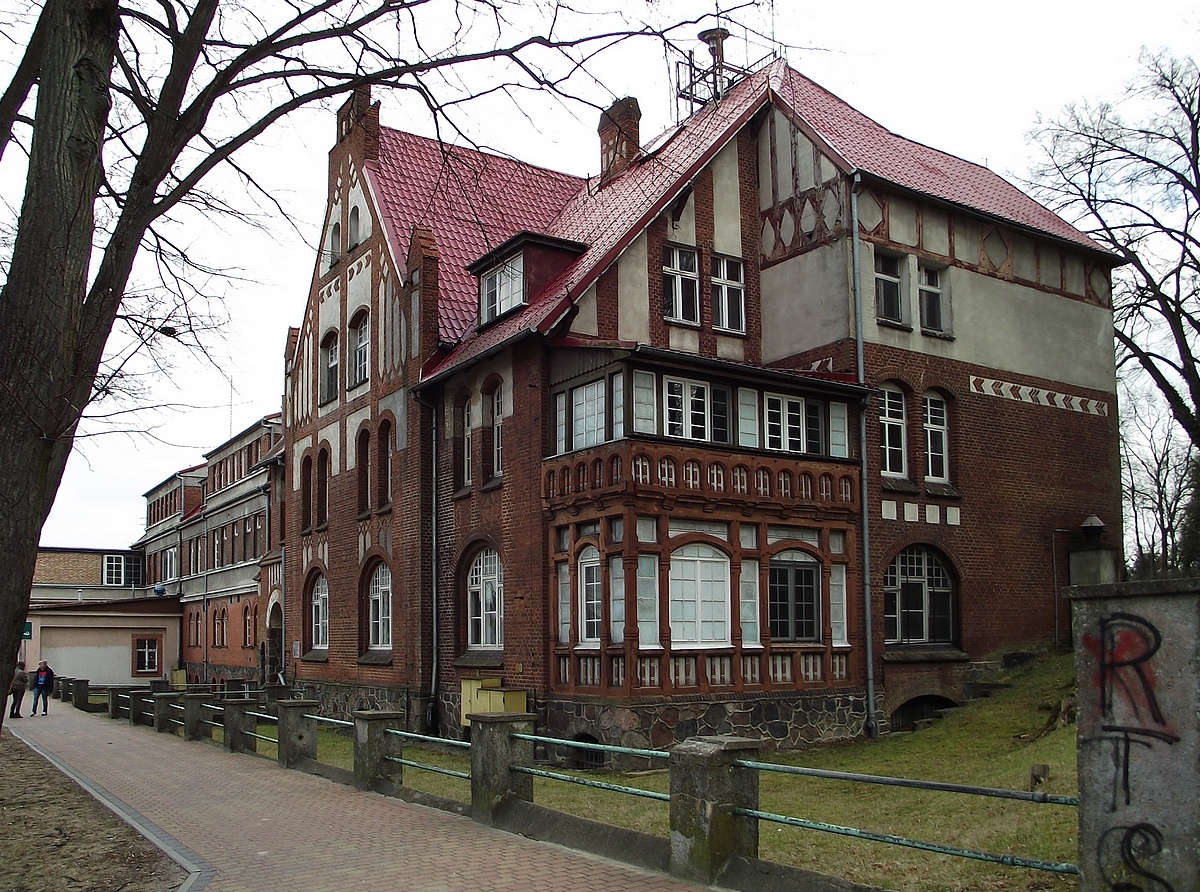
Budynek dawnego szpitala

- ratusz z 1890 r. – część średniowiecznego zespołu urbanistycznego
- Kościół św. Mikołaja – budowla neogotycka z 1865 r.
- Kościół św. Antoniego (ul. Sądowa) – budowla neogotycka zbudowana w latach 1902–1907 z cegły ceramicznej o wątkach krzyżowym i główkowym, na zaprawie wapiennej. Kościół wzniesiono na planie krzyża, z prostokątną nawą, przeciętą szerokim transeptem (nawą poprzeczną). Od wschodu dostawiono do nawy prostokątne prezbiterium i niewielką zakrystię, zaś od zachodu – smukłą czterokondygnacyjną wieżę nakrytą ostrosłupowym hełmem. Bryła kościoła opięta jest przyporami, wzbogacona południowym i północnym szczytem transeptu. Urozmaicona jest okrągłymi klatkami schodowymi, wiodącymi na poziom empor bocznych oraz osobną klatką na wieżę[potrzebny przypis].
- parafialna cerkiew prawosławna pw. Świętej Trójcy, dawna kaplica ewangelicka z XIX wieku (ul. Kujawska 15A)
- Kościół greckokatolicki Podwyższenia Krzyża Pańskiego z 1923–1924 (ul. Gen. Andersa)
- późnoklasycystyczny dwór z początku XIX w. z kolumnowym portykiem, będący obecnie Muzeum Ziemi Wałeckiej (ul. Pocztowa 14)
- spichlerz (ul. Kilińszczaków 57)
- szkoła znana jako Ateny Wałeckie z końca XVII w., rozbudowane w stylu barokowym w latach 1798–1805 (ul. Kilińszczaków 59), dawniej kolegium jezuickie, obecnie Zespół Szkół nr 1
- szkoła (ul. Sądowa 9)
- poczta główna (ul. Kilińszczaków 30, Pocztowa 2) – budowla neogotycka z 1895 r.
- dworzec kolejowy
- kolejowa wieża ciśnień
- budynek dawnego szpitala powiatowego, zlikwidowanego pod koniec 2007 roku (ul. Zdobywców Wału Pomorskiego 52-54)
- zabytkowy bank (ul. Bankowa 3/5)
- zabytkowe budynki (ul. Orla 35, ul. Sądowa 1)
- zabytkowa willa (ul. Dąbrowskiego 18)
- kamienica (ul. Wojska Polskiego 41), obecnie powiatowy urząd pracy
- zabytkowa willa (ul. Wojska Polskiego 51)
- cmentarz ewangelicki (ul. Kujawska 13, 15)
- cmentarz katolicki (ul. Zdobywców Wału Pomorskiego 58)
- cmentarz wojenny żołnierzy Armii Czerwonej i Wojska Polskiego

### Pomniki i miejsca pamięci narodowej
- Pomnik Zdobywców Wału Pomorskiego
- Pomnik Józefa Piłsudskiego przy Zespole Szkół nr 3

## Demografia
Struktura demograficzna mieszkańców Wałcza według danych z 31 grudnia 2008:
| Opis                                | Ogółem | Ogółem | Kobiety | Kobiety | Mężczyźni | Mężczyźni |
| ----------------------------------- | ------ | ------ | ------- | ------- | --------- | --------- |
| Jednostka                           | osób   | %      | osób    | %       | osób      | %         |
| Populacja                           | 26 003 | 100    | 13 681  | 52,61   | 12 322    | 47,39     |
| Wiek przedprodukcyjny (0–17 lat)    | 4931   | 18,96  | 2457    | 9,45    | 2474      | 9,51      |
| Wiek produkcyjny (18–65 lat)        | 17 307 | 66,56  | 8500    | 32,69   | 8807      | 33,87     |
| Wiek poprodukcyjny (powyżej 65 lat) | 3765   | 14,48  | 2724    | 10,48   | 1041      | 4         |

Mieszkańcy Wałcza stanowią 48,0% ludności powiatu wałeckiego (2013).

## Gospodarka
Według danych z 2008 roku w mieście działało 3695 prywatnych podmiotów gospodarczych, z czego 3058 stanowiły osoby fizyczne prowadzące działalność gospodarczą. W 2008 r. działalność prowadziło 31 spółek handlowych z udziałem kapitału zagranicznego i 17 spółdzielni.
W 2007 r. na terenie miasta ustanowiono podstrefę Wałcz – Słupskiej Specjalnej Strefy Ekonomicznej, obejmującą 8 kompleksów o łącznej powierzchni 56,7961 ha. Są położone przy ul. Strefowej oraz przy ul. Kołobrzeskiej. Przedsiębiorcy podejmujący działalność gospodarczą na terenie podstrefy mogą skorzystać ze zwolnienia z części podatku dochodowego CIT lub części dwuletnich kosztów pracy.
W Wałczu znajdują się zakłady produkujące: nowoczesne wycinarki laserowe, części rowerowe (piasty rowerowe i mechanizmy korbowe), syropy i soki zagęszczane, preparaty biologiczne dla rolnictwa i leśnictwa.

## Transport

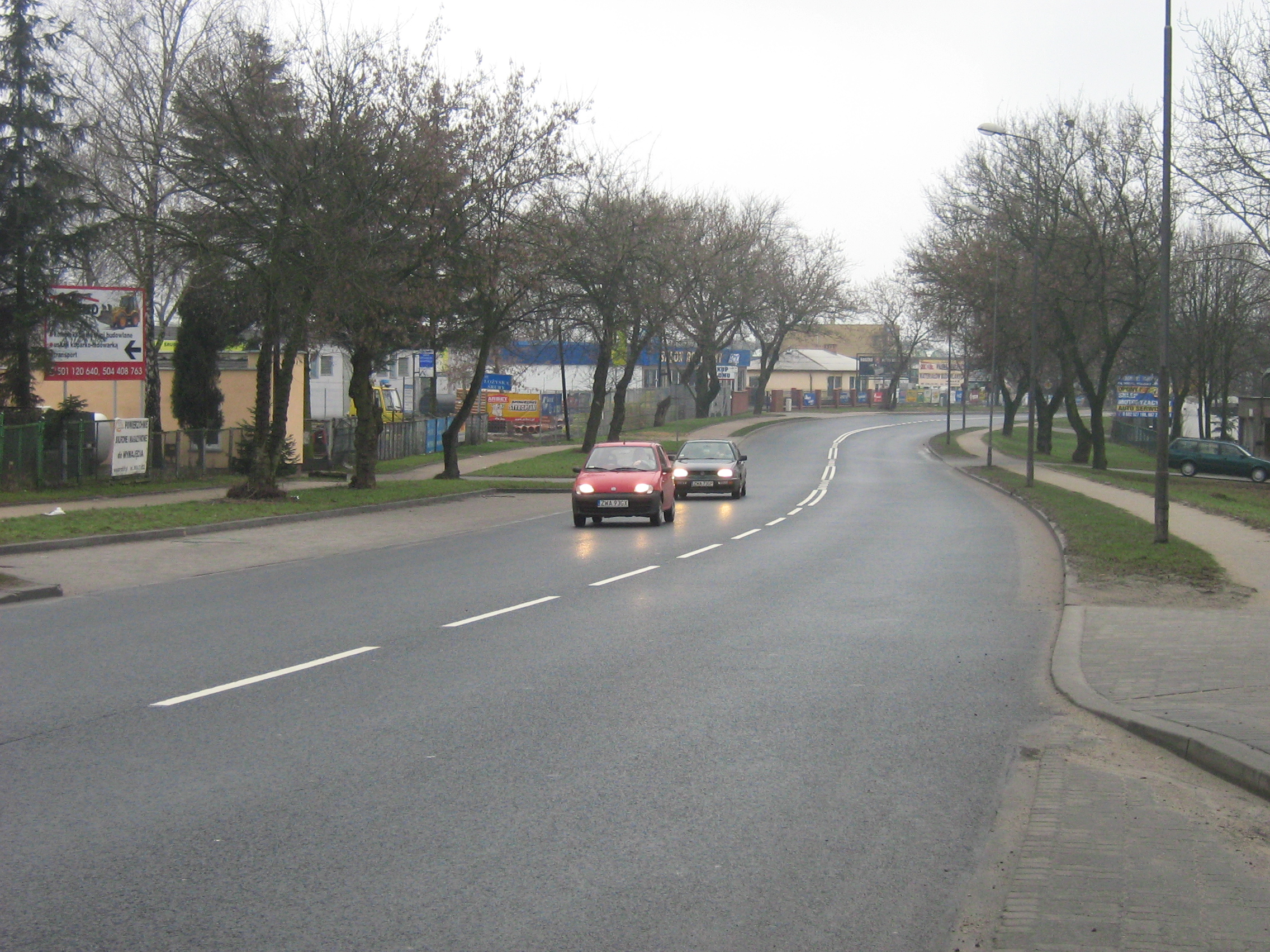
Droga krajowa nr 10 w Wałczu

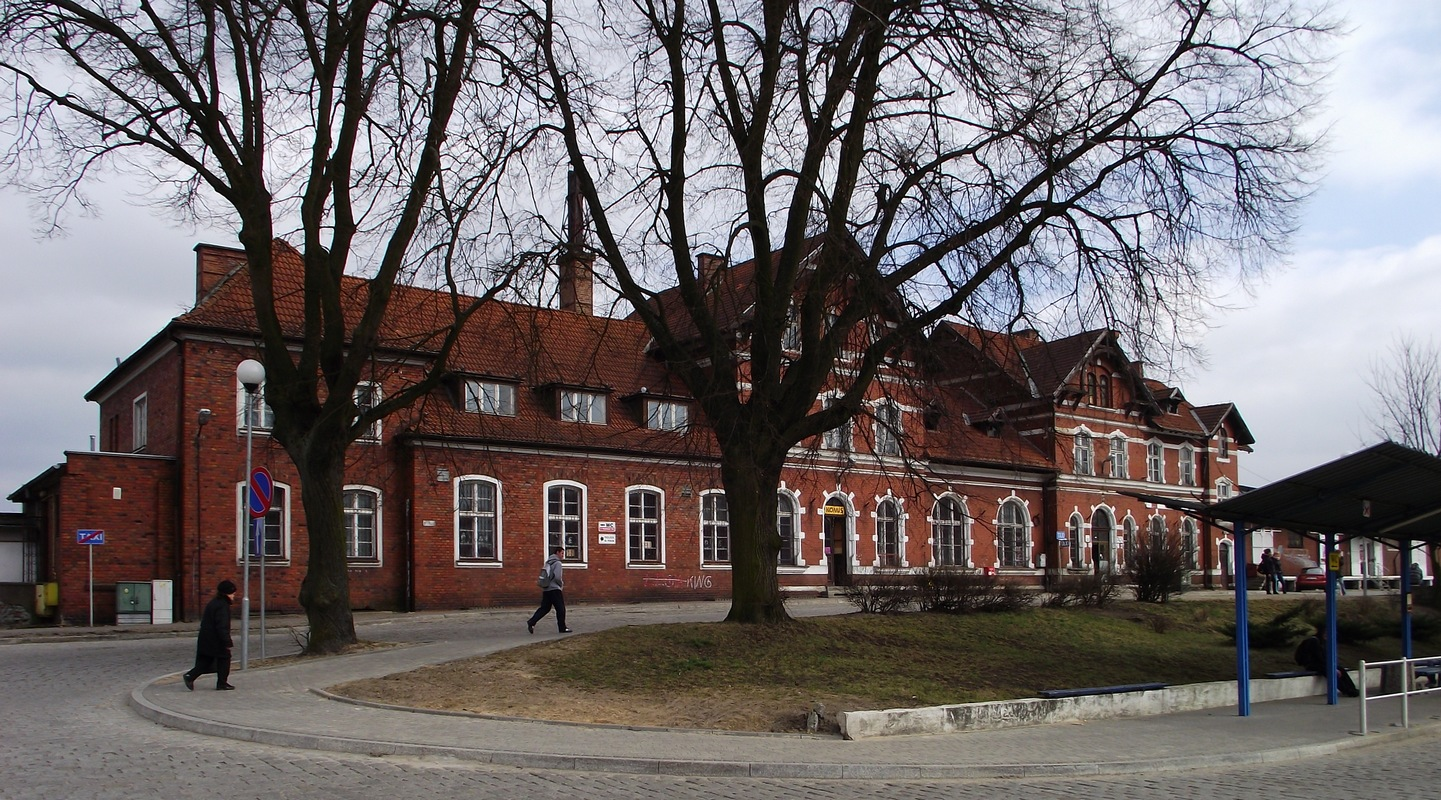
Budynek dworca kolejowego w Wałczu

Przez Wałcz prowadzą drogi krajowe: nr 10 (jako droga ekspresowa S10 – obwodnica dwujezdniowa, o dwóch pasach ruchu, długości 17,8 km, omija miasto od północy) od granicy w Lubieszynie do Płońska, oraz nr 22 z Kostrzyna do okolic Braniewa, a także wojewódzkie: nr 163 z Kołobrzegu i nr 178 do Obornik Wlkp.
Miasto ma dworzec kolejowy, przez który przechodzi linia kolejowa nr 403 biegnąca w kierunku Piły. Przez Wałcz kursują pociągi regionalne relacji Piła Główna – Szczecin Główny – Piła Główna oraz pospieszne do Warszawy i Szczecina.
Komunikację autobusową w rejonie Wałcza prowadzi Wałeckie Towarzystwo Przewozowe „Lasocki” oraz Euromatpol.
Główne kierunki Wałeckiego Towarzystwa Przewozowego: Chwiram, Człopa, Dzikowo, Kłębowiec, Karsibór, Lubno, Piła, Stara Łubianka, Strączno, Sypniewo, Szwecja, Szydłowo, Tuczno i Witankowo.
Główne kierunki Euromatpolu: Czarnków, Poznań, Szamotuły, Trzcianka.
Komunikację miejską w mieście obsługuje Zakład Komunikacji Miejskiej w Wałczu. Autobusy ZKM kursują na 14 liniach zapewniając połączenia zarówno wewnątrz miasta, jak i z przyległymi wsiami tj. Kołatnik, Ostrowiec, Strączno, Szwecja, Wałcz Drugi. Część kursów ma charakter typowo szkolny i wykonywane są jedynie w dni nauki szkolnej.

## Media
Jedyną gazetą ukazującą się na terenie Wałcza i powiatu wałeckiego jest tygodnik „Gazeta Wałecka” która ukazuje się w nakładzie 5 tysięcy egzemplarzy. Swą działalność zakończyły „Tygodnik Nowy” oraz „Pojezierze Wałeckie” i „Super Pojezierze”. Funkcjonują także informacyjne portale internetowe: m.in. gazeta-walecka.pl, extrawalcz.pl.

## Oświata

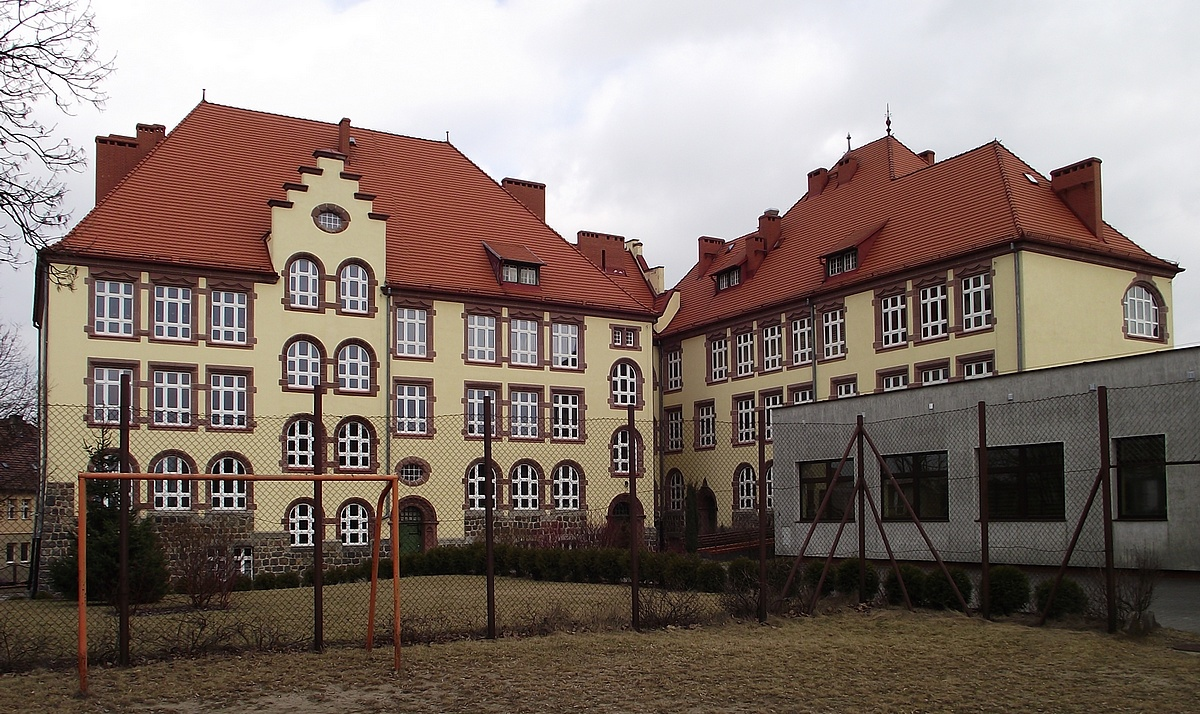
Szkoła Podstawowa nr 2

W mieście funkcjonuje żłobek miejski oraz, 4 przedszkola publiczne i 4 niepubliczne i 4 szkoły podstawowe.
Szkoły Podstawowe w Wałczu:
- Szkoła Podstawowa nr 1 im. Kornela Makuszyńskiego[38]
- Szkoła Podstawowa nr 2 im. Roberta Schumana[39]
- Szkoła Podstawowa nr 4 im. Zdobywców Wału Pomorskiego[40]
- Szkoła Podstawowa nr 5 im. Polskich Olimpijczyków[41]

Szkoły ponadpodstawowe w Wałczu:

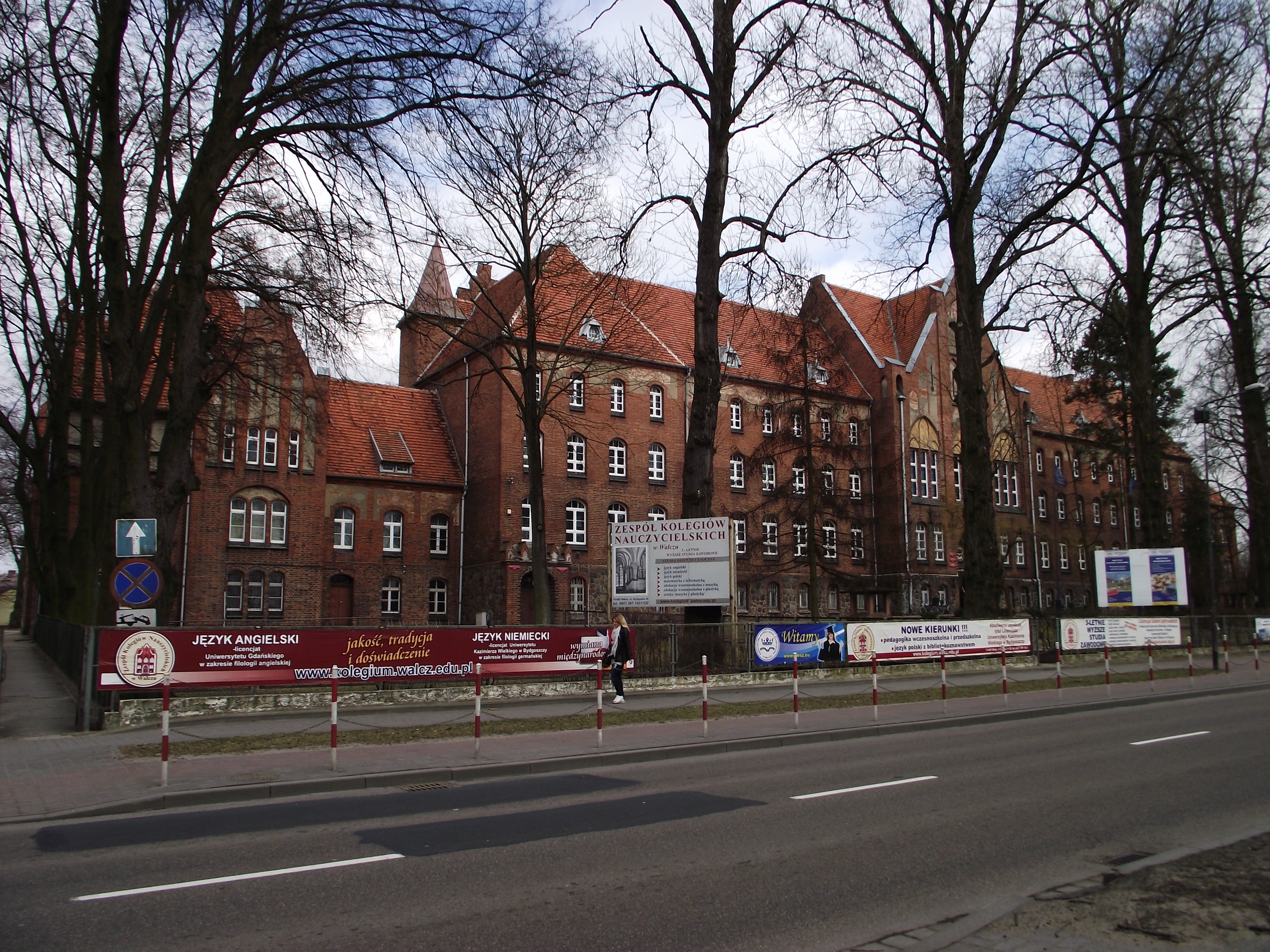
Państwowa Wyższa Szkoła Zawodowa

- I Liceum Ogólnokształcące im. Kazimierza Wielkiego z Oddziałami Mistrzostwa Sportowego w Wałczu[42]
- Zespół Szkół Nr 4 Rolnicze Centrum Kształcenia Ustawicznego im. Władysława Broniewskiego[43]
- Powiatowe Centrum Kształcenia Zawodowego i Ustawicznego w Wałczu w którego skład wchodzą: Zespół Szkół Nr 3 im. I Armii Wojska Polskiego oraz Technikum Zawodowe nr 1 im. Profesora Wiktora Zina[44]

Uczelnie:
- Państwowa Wyższa Szkoła Zawodowa w Wałczu

## Turystyka

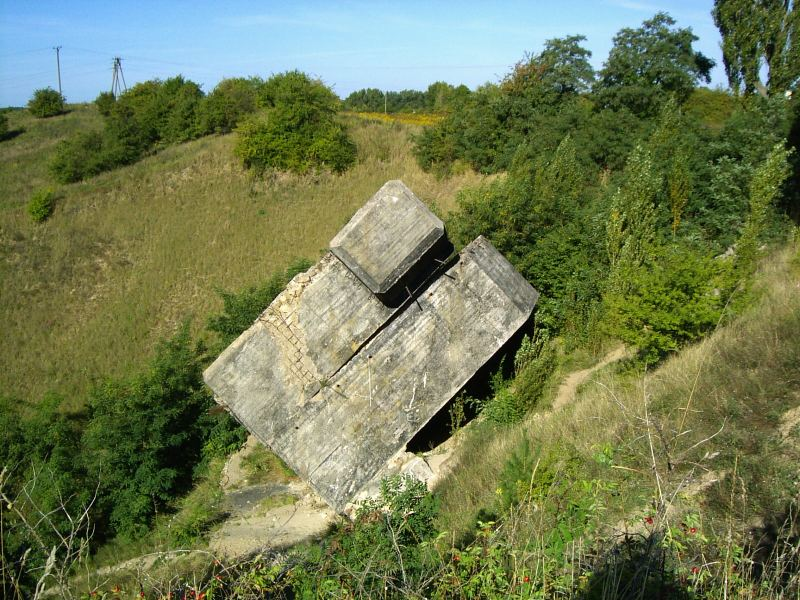
Pozostałości niemieckich bunkrów w okolicy cegielni

Nad jeziorem Raduń usytuowany jest Miejski Ośrodek Sportu i Rekreacji (MOSiR), który dysponuje sprzętem sportowym, m.in. motorówkami, kajakami, rowerami wodnymi oraz statkiem spacerowym Delfin. Miejsce to służy też jako baza wypadowa do wędrówek pieszych, rajdów rowerowych oraz spływów kajakowych. Tu bierze swój początek tzw. Pętla Wałecka – szlak kajakowy, który przebiega przez sześć jezior, połączonych niewielkimi ciekami wodnymi i kończy się w jeziorze Bytyń Wielki. Z MOSiR-u biorą też swój początek szlaki piesze i rowerowe, które z obu stron oplatają jezioro Raduń oraz biegną okalającymi je lasami, aż do wsi letniskowej Strączno.
Nad jeziorami wałeckimi znajdują się plaże i kąpieliska, a także pola namiotowe i wypożyczalnie sprzętu sportowego.

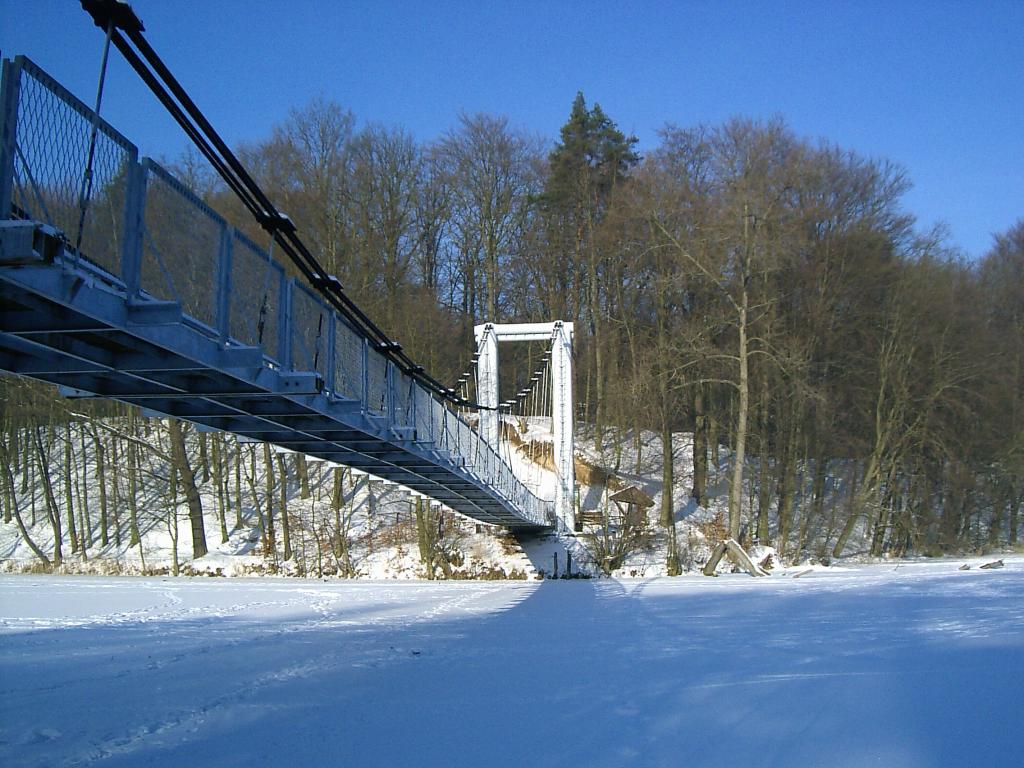
Most wiszący nad jez. Raduń zimą

Brzegi jeziora Raduń spięte są mostem wiszącym, będącym również tutejszą atrakcją. Pod koniec XIX wieku przez jezioro przerzucono most o konstrukcji drewnianej. W roku 1978 w tym samym miejscu postawiono Most Kłosowski o konstrukcji żelaznej. Most przeznaczony jest do ruchu pieszego.
Przy placu Polskim 3, na jeziorze Raduń zostało ustalone kąpielisko śródlądowe. W sezonie 2013 r. sezon kąpielowy obejmował okres od 15 czerwca do 31 sierpnia.
Na bezpośrednie okolice Wałcza składają się tereny leżące w gminie wiejskiej Wałcz. Dużą atrakcją (oprócz śródleśnych jezior) są tu pomniki przyrody. W niewielkiej odległości od Wałcza (przy drodze nr 163), między Kłębowcem a Golcami znajduje się rezerwat leśny o powierzchni około 16 ha, w którym występują: buczyna, łęg wiązowy i grąd. Wysokość dwustuletnich buków i dębów przekracza tu 30 metrów, a obwód niektórych z nich wynosi około 5 metrów. Rezerwat zwiedzać można tylko po wyznaczonych ścieżkach.
Atrakcje turystyczne w Wałczu:
- Park Linowy w Rudnicy – jeden z największych tego typu obiektów w Polsce.
- Trzy fontanny zlokalizowane na placu Wolności, na skwerku w „Podkowie” i Jeziorze Zamkowym.
- Most Kłosowski – most wiszący nad jeziorem Raduń
- szlak kajakowy „Wałecka Pętla Kajakowa”
- „Czarodziejska Górka” – do końca niewyjaśnione zjawisko w pobliżu Wałcza – na drodze pomiędzy Strącznem i Rutwicą istnieje górka, pod którą przedmioty (w tym i samochody) wtaczają się „same”[potrzebny przypis].
- pozostałości schronów i umocnień Wału Pomorskiego
- Muzeum Wału Pomorskiego przy ulicy Wojska Polskiego

## Kultura

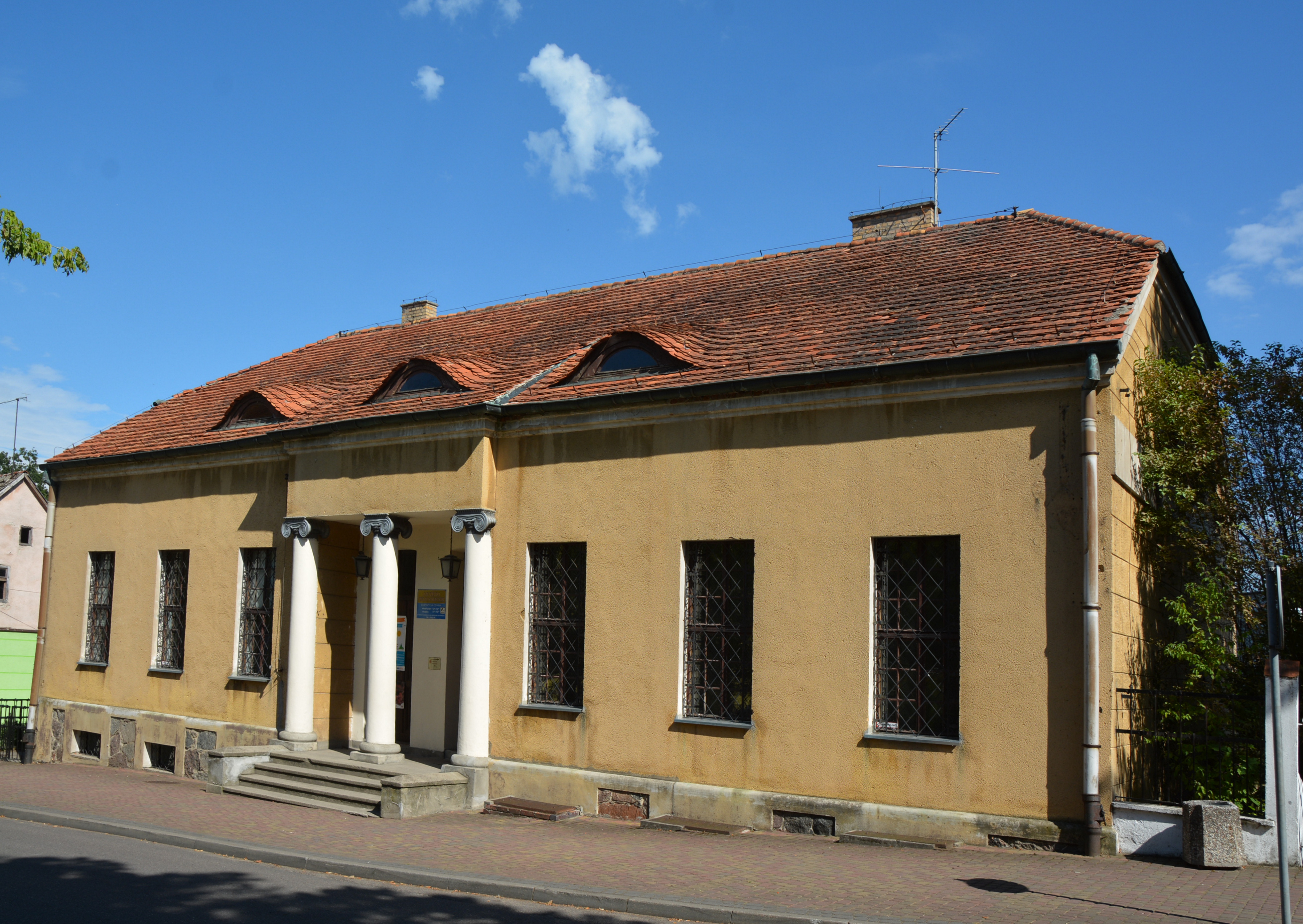
Muzeum Ziemi Wałeckiej

W Wałczu mieści się m.in. Muzeum Ziemi Wałeckiej i Muzeum Wału Pomorskiego.

## Sport

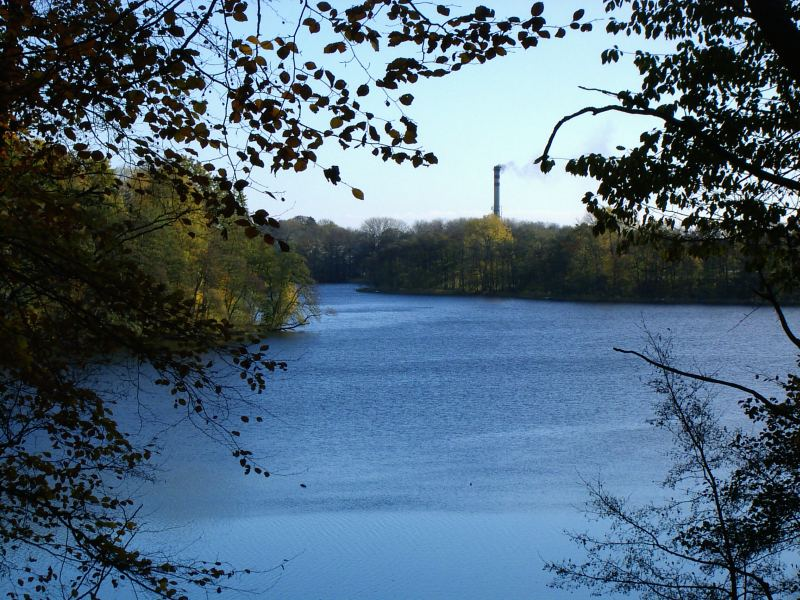
Jezioro Raduń (widok z lasu bukowego)

Nad jeziorem Raduń położony jest Ośrodek Przygotowań Olimpijskich w Wałczu, należący do Centralnego Ośrodku Sportu. Obiekt posiada: krytą pływalnię, tor wioślarsko-kajakowy, hale sportowe, wypożyczalnię sprzętu rekreacyjnego, siłownię, stadion z bieżnią mineralną, salę bokserską, trasę narto-rolkową, korty tenisowe, zespół boisk, profesjonalną salę bokserską, salę z ergometrami.
Bezpośrednio po wojnie, za sprawą Nadleśniczego Lasów Miejskich Winanda Osińskiego oraz trenera Jana Mulaka, rozpoczął tu trening polski lekkoatletyczny „Wunderteam”, jedna z najlepszych reprezentacji na świecie na przełomie lat 50. i 60. XX w.
Wałecką drużyną piłkarską jest KS „Orzeł” Wałcz. Obecnie gra w czwartej lidze. Zespół rozgrywa mecze na stadionie przy ulicy Wojska Polskiego 25A, dawniej przy ulicy Wolińskiej. Klub powstał w 1946 roku. „Orzeł” Wałcz posiada biało-czerwone barwy klubowe.
W mieście istnieje znany w kraju i za granicą Klub Karate Tradycyjnego oraz inne kluby: klub sportowy „Żak” prowadzący sekcje akrobatyki oraz lekkoatletyki, Wałeckie Towarzystwo Wioślarskie „Orzeł”, Jacht Klub Wałcz, Wałeckie Towarzystwo Sportowe „Orzeł” oraz Wojskowy Klub Łączności i Sportu „Sygnał”, który powstał w 2013 roku.
Na Dolnym Mieście znajduje się skatepark, czyli miejsce do jazdy na deskorolce.
Od 2005 roku w Wałczu odbywa się w sierpniu „Wałeckie Scrabblobranie”, otwarty turniej rankingowy, zaliczany do Grand Prix rozgrywek w scrabble w Polsce, organizowany pod patronatem Polskiej Federacji Scrabble.
W Wałczu znajduje się także uczniowski klub sportowy UKS Volley, o profilu siatkarskim.

## Wspólnoty wyznaniowe
Na terenie Wałcza działalność religijną prowadzą następujące Kościoły i związki wyznaniowe:
- Kościół rzymskokatolicki (dekanat Wałcz)[50]:
  - parafia Miłosierdzia Bożego
  - parafia św. Mikołaja
  - parafia św. Antoniego
  - parafia wojskowa św. Franciszka z Asyżu (podlega Ordynariatowi Polowemu Wojska Polskiego)
- Kościół greckokatolicki:
  - parafia pod wezwaniem Podwyższenia Krzyża Pańskiego[51]
- Polski Autokefaliczny Kościół Prawosławny:
  - parafia pod wezwaniem Świętej Trójcy[52] (cerkiew Świętej Trójcy – dawna ewangelicka kaplica cmentarna z XIX w.).
- Kościół Ewangelicko-Augsburski w RP:
  - nabożeństwa prowadzone w siedzibie Muzeum Ziemi Wałeckiej przez parafię ewangelicko-augsburską w Pile[53][54].
- Kościół Zielonoświątkowy w RP:
  - zbór „Betlejem”[55]
- Ewangeliczny Związek Braterski w RP:
  - zbór w Wałczu[56]
- Świadkowie Jehowy:
  - zbór Wałcz (Sala Królestwa)[57][58].

## Administracja i samorząd

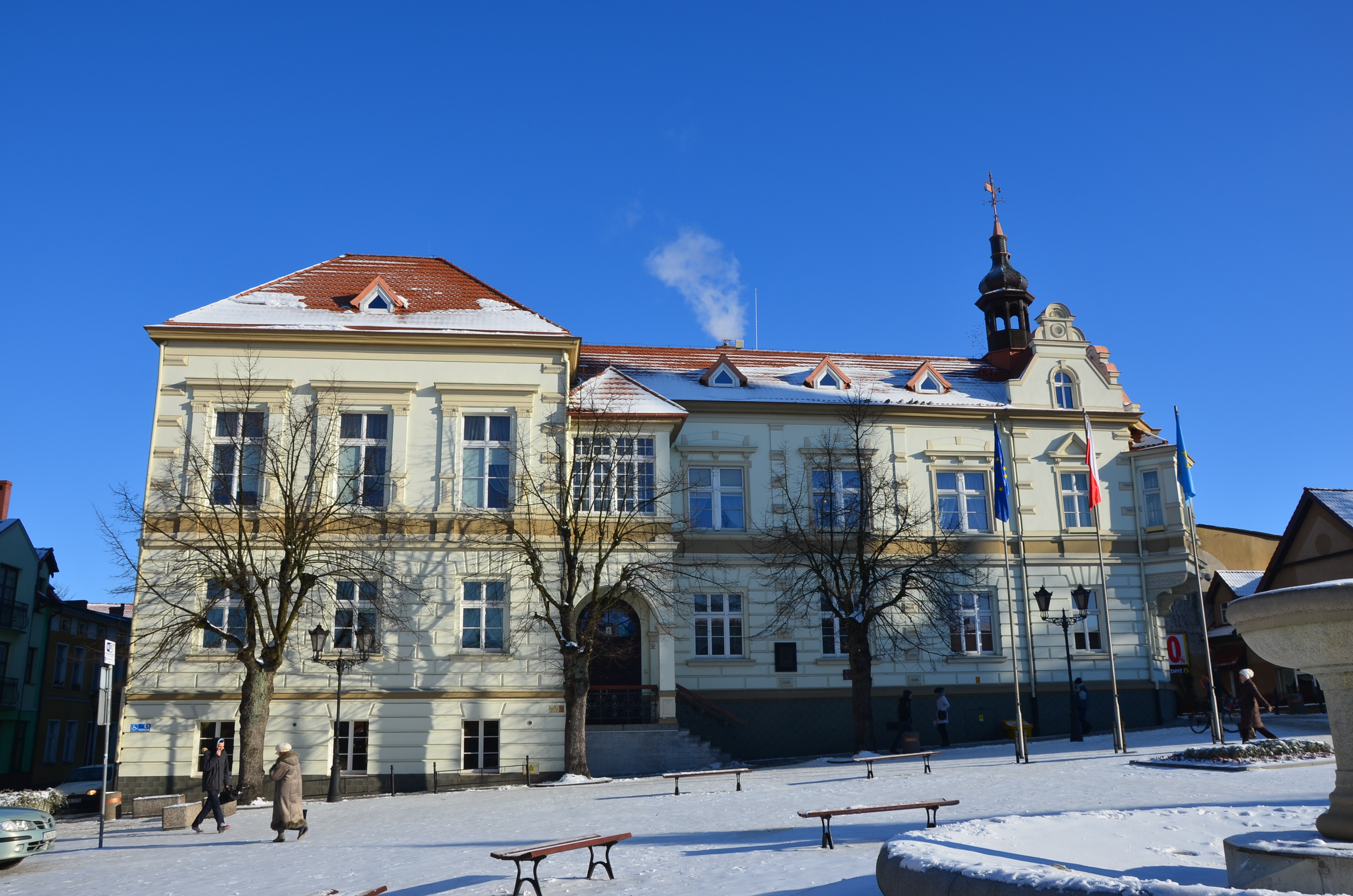
Ratusz

Wałcz ma status gminy miejskiej – mieszkańcy terenów wiejskich wokół Wałcza tworzą odrębny samorząd (gmina wiejska Wałcz).
Mieszkańcy wybierają do Rady Miasta Wałcza 21 radnych. Organem wykonawczym władz jest burmistrz. Siedzibą władz jest ratusz na placu Wolności.
| lp. | Imię i Nazwisko            | Objął urząd | Złożył urząd |
| --- | -------------------------- | ----------- | ------------ |
| 1   | Janusz Wojciech Klukowski  | 12 VI 1990  | X 1991       |
| 2.  | Władysław Zenon Polcyn     | X 1991      | 18 VII 1994  |
| 3.  | Zdzisław Józef Tuderek     | 18 VII 1994 | 19 VIII 2012 |
| po  | Tomasz Rzemykowski         | IX 2012     | 27 XI 2012   |
| 4   | Bogusława Maria Towalewska | 27 XI 2012  | 21 XI 2018   |
| 5   | Maciej Grzegorz Żebrowski  | 21 XI 2018  | obecnie      |

| lp. | Imię i Nazwisko    | Objął urząd | Złożył urząd | Kadencja        |
| --- | ------------------ | ----------- | ------------ | --------------- |
| 1   | Wanda Tarnowska    | 12 VI 1990  | 18 VII 1994  | I (1990-1994)   |
| 2   | Janusz Różański    | 18 VII 1994 | 4 XI 1998    | II (1994-1998)  |
| 3   | Andrzej Wiśniewski | 4 XI 1994   | 19 XI 2002   | III (1998-2002) |
| 4   | Zbigniew Drobny    | 19 XI 2002  | 2 XII 2006   | IV (2002-2006)  |
| (3) | Andrzej Wiśniewski | 2 XII 2006  | 1 XII 2010   | V (2006-2010)   |
| 5   | Zdzisław Ryder     | 1 XII 2010  | 12 I 2011    | VI (2010-2014)  |
| 6   | Bożena Terefenko   | 12 I 2011   | 1 XII 2014   | VI (2010-2014)  |
| (5) | Zdzisław Ryder     | 1 XII 2014  | 19 XI 2018   | VII (2014-2018) |
| 7   | Paweł Łakomy       | 19 XI 2018  | 6 VII 2021   | VII (2018-2024) |
| 8   | Maciej Goszczyński | 6 VII 2021  | 7 V 2024     | VII (2018-2024) |
| 9   | Dariusz Szalla     | 7 V 2024    | obecnie      | IX (2024-2029)  |

W 2016 r. wykonane wydatki budżetu samorządu Wałcza wynosiły 90,6 mln zł, a dochody budżetu 97,6 mln zł. Zobowiązania samorządu (dług publiczny) według stanu na koniec 2016 r. wynosiły 28 mln zł, co stanowiło 28,7% poziomu dochodów.
Miasto jest także siedzibą władz powiatowych. Starostwo Powiatu Wałeckiego mieści się na ul. Dąbrowskiego.
Miasto jest obszarem właściwości Sądu Rejonowego w Wałczu, gdzie w 2017 r. pracowało 8 sędziów. Sprawy z zakresu ubezpieczeń społecznych i sprawy gospodarcze są rozpatrywane przez Sąd Rejonowy w Koszalinie, a z zakresu prawa pracy przez Sąd Rejonowy w Szczecinku. Wałcz jest obszarem właściwości Sądu Okręgowego w Koszalinie. Wałcz (właśc. powiat wałecki) jest obszarem właściwości miejscowej Samorządowego Kolegium Odwoławczego w Koszalinie.
Mieszkańcy Wałcza wybierają 8 z 17 radnych do Rady Powiatu w Wałczu, a radnych do Sejmiku Województwa Zachodniopomorskiego w okręgu nr 3. Posłów na Sejm wybierają z okręgu wyborczego nr 40, senatora z okręgu nr 99, a posłów do Parlamentu Europejskiego z okręgu nr 13.
W mieście znajduje się siedziba Rejonu Wałcz oddziału GDDKiA Szczecin, który jest odpowiedzialny za odcinki drogi krajowej nr 10 i nr 22.

### Współpraca samorządowa
- Bad Essen
- Demmin
- Kyritz
- Werne
- gmina Åstorp od 2009 r.[67]